# Třešeň křovitá

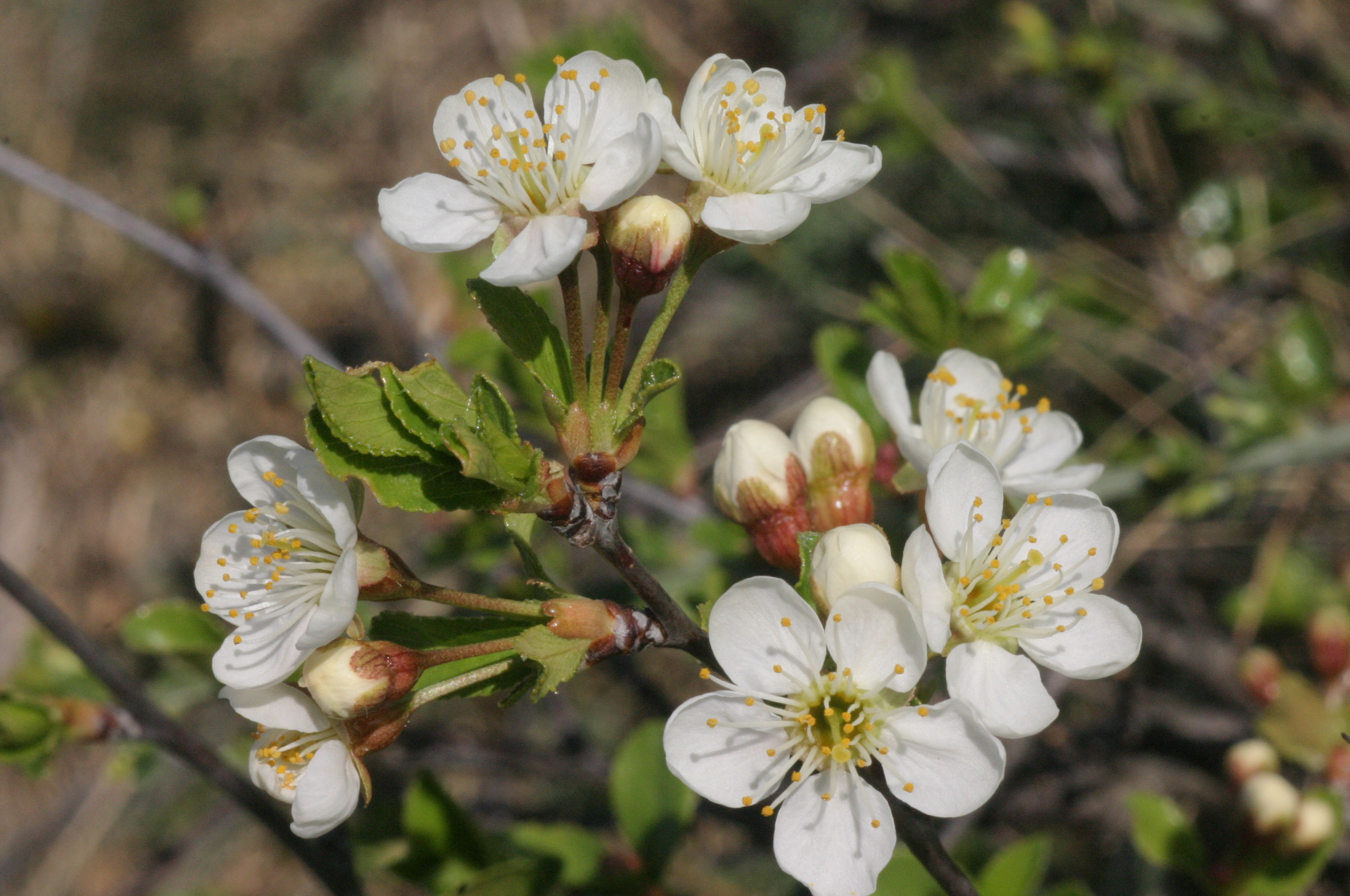
Květy

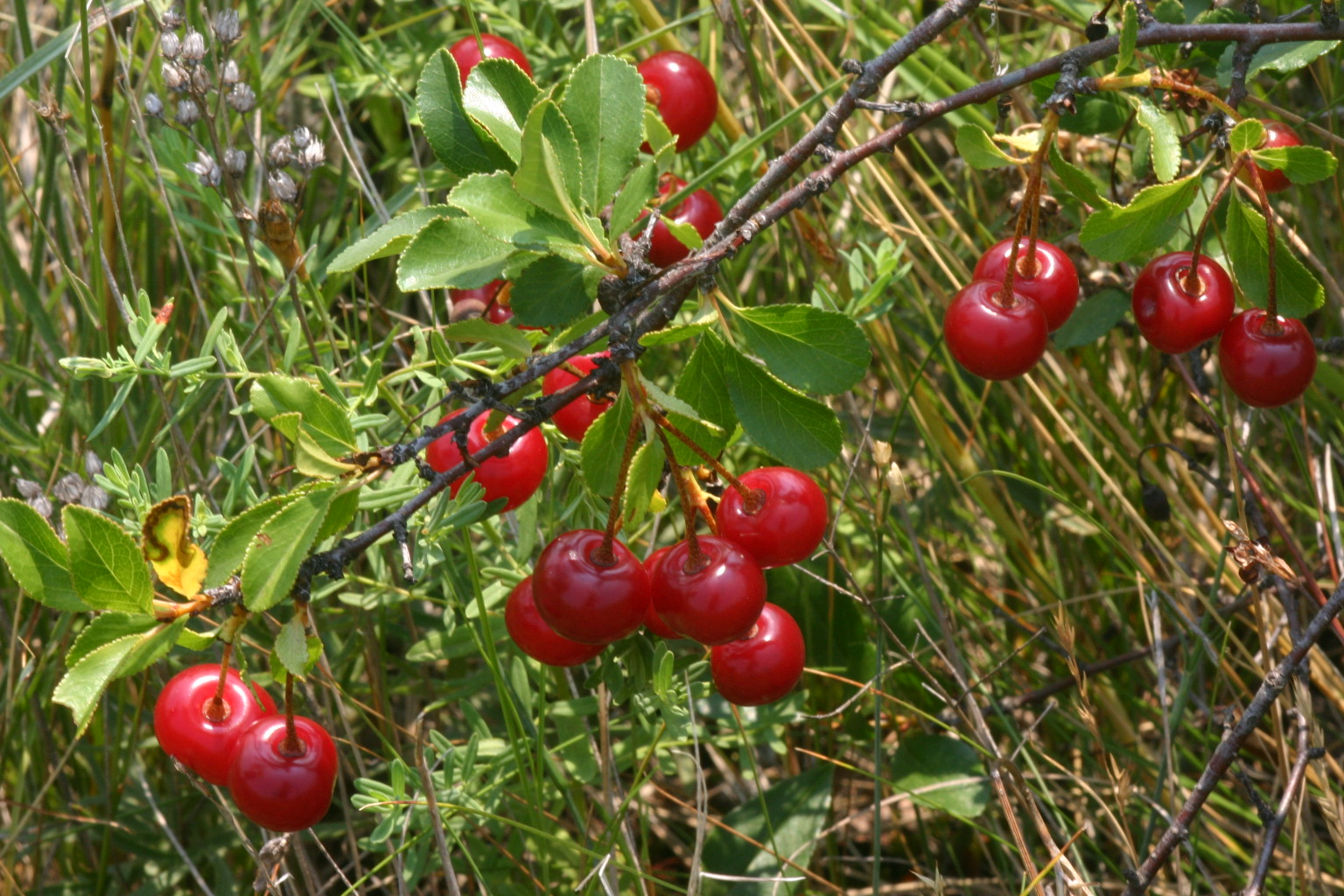
Plody

Třešeň křovitá (Prunus fruticosa) je reliktní lesostepní keř, jeden z velkého počtu druhů rodu slivoň (Prunus).

## Výskyt
Druh s ponticko-panonským areálem rozšíření (charakterizovaný teplým, suchým létem a studenou zimou) má v současnosti centrum výskytu na severu Balkánského poloostrova. Odkud zasahuje hlavně do střední Evropy a východním směrem do oblastí Střední Asie. Izolovaně se vyskytuje na Kavkaze a v Malé Asii. Nejsevernějším místem růstu třešně křovité je 57° severní zeměpisné šířky v Rusku. Je to teplomilný a světlomilný druh rostoucí od nížin po pahorkatiny na křovinatých i skalnatých svazích, suchých mezích a lesních okrajích, ve stepích a lesostepích. Upřednostňuje suché, vápencové kamenité i hlinité půdy s čedičovým, opukovým nebo sprašovým podkladem s pH v rozmezí 5,0 až 8,5.
Ještě na samém konci glaciálu panovaly na našem území nepříznivé podmínky pro růst stromů a ve střední Evropě byl převážně stepní nebo lesostepní porost. Dostatečně prosluněná krajina bez konkurenčních dřevin byla pro třešeň křovitou vhodná a ta se zde, po doputování z jihoruských rovin, rozmnožila. Po definitivním konci doby ledové se klimatické podmínky ve středu Evropy postupně změnily a došlo k podstatnému rozšíření lesa. Stepní rostliny jeho tlaku neodolaly a byly vytlačeny na okraje, do nepříznivých kamenitých prostředí nebo na území, kde člověk lesy vykácel.
V České republice je keř vázán převážně na oblasti českého a moravského termofytika, odkud ojediněle zasahuje do teplejších částí mezofytika. Roste ve středních a severozápadních oblastech Čech i na jižní a střední Moravě, pozoruhodná je izolovaná lokalita u Českého Krumlova. Je diagnostickou rostlinou nevysokých xerotermních křovin v bylinných společenstvech svazu Prunion fruticosae.

## Popis
Třešeň křovitá je opadavý keř, jehož větve dorůstají obvykle do výše 30 až 100, výjimečně i 150 cm. Pod povrchem půdy vypouští četné podzemní výhony, takže na vhodných lokalitách vytváří maloplošné (asi do 30 m²) husté porosty (polykormony), které jsou geneticky jedinou rostlinou. Tenké, většinou vzpřímeně vyrůstající větve jsou světlé až tmavě hnědé, lesklé letorosty zprvu roztroušeně chlupaté a později holé jsou světle hnědé. Vejčité, zašpičatělé pupeny barvy světle hnědé až červeně šedé jsou lysé a mají lepkavé šupiny. Na brachyblastech vyrůstají tuhé listy s řapíky dlouhými 5 až 15 mm a se záhy opadávajícími palisty. Listové čepele jsou eliptické až obvejčité, u báze klínovitě zúžené, na konci tupě špičaté a po obvodu drobně pilovité. Na líci jsou lesklé, lysé a tmavě zelené, na rubu matné, lysé nebo s řídkými chlupy a světleji zbarvené, bývají zpravidla dlouhé 2 až 3,5 cm a široké 1 až 2,5 cm.
Listy, hlavně na dlouhých větvích a větvích kořenových výběžků jsou co se týče velikosti a tvaru značně proměnlivé, poměrně uniformní jsou na brachyblastech. Přesto jsou spolehlivým rozlišovacím znamením před možnou záměnou se semenáčkem třešně ptačí nebo višně. Poznávacím znamením třešně křovité je skutečnost, že její listové řapíky jsou bez žlázek a listy na květonosných větvičkách jsou většinou výrazně drobnější než na dlouhých větvích. Třešeň ptačí a višeň mají na řapících po dvou tmavě červených bradavčitých žlázkách a všechny listy mají zhusta stejně veliké.
Čistě bílé nebo bílorůžové květy, průměrně veliké 1,5 cm, s dlouhými stopkami vyrůstají na brachyblastech jednotlivě nebo po 2 až 5 a vytvářejí zdánlivé okolíky, na bázi květenství je jeden nebo několik listenů. Jsou pětičetné a rozkvétají zpravidla těsně před nebo současně s rašícími listy. Kališní lístky trojúhelníkovitě vejčitého tvaru bývají nazpět ohnuté a jsou okolo 3 mm dlouhé. Korunní lístky jsou obvejčité, na vrcholu mělce vykrojené a obvykle dlouhé 5 až 7 mm. Češule květů jsou zvonkovité. Počet chromozomů (2n) = 32. Rozkvétají brzy zjara v dubnu a květnu, opylovány jsou létajícím hmyzem.
Plody dozrávající v červenci až srpnu jsou lesklé peckovice tmavě červené barvy. Mají kulovitý až vejčitý tvar a bývají 7 až 10 mm velké. Dužnatý a šťavnatý mezokarp peckovic je nakysle sladký, chuťově podobný višni. Plod má stopku nejméně dvakrát delší, než je sám, a hladkou pecku 5 až 8 mm velikou, na bázi zaoblenou a na vrcholu zašpičatělou. Pecky slouží ke generativnímu rozmnožování.
Rostliny se používá jako genového zdroje při šlechtění nových odrůd třešní nebo se používá pro živé ploty.

## Ohrožení
Jednou z veličin ohrožujících třešeň křovinnou je velký počet kříženců s jinými druhy, kteří ji brzy mohou počtem převýšit. Na svých stanovištích je dále přerůstána agresivnějšími druhy rodu, např. trnkou obecnou nebo višní tureckou (mahalebkou), což napomáhá k jejímu rychlému ústupu. Někdy je zase z neznalosti likvidována jako podřadná křovina zastiňující jiné drobnější rostlinné druhy. Je proto "Černým a Červeným seznamem cévnatých rostlin České republiky" z roku 2000 zařazen do kategorie C2 - silně ohrožený druh.